# 神奈川大学图书馆
神奈川大学图书馆（日语：／ Kanagawa Daigaku toshokan */?）是一座位于日本神奈川县的图书馆。

## 历史
前身是1932年成立的横滨专门学校图书馆，1949年随着神奈川大学校名改为现在名字。有两个分馆，分别是1980年开馆的横滨图书馆和1989年开馆的平冢图书馆。重要藏书包括德川光圀编写的朱舜水《舜水先生文集》（1715年）、浅见絅斋编写的《絅斋先生文集》乙本（1781年）和《山口文库》等。

## 历届馆长
- 高橋惟康
- 须藤兼吉
- 信太正三
- 会田由
- 吉田静一
- 山田操
- 松川昇太郎
- 饭田耕作
- 冈本英夫
- 前川清太郎
- 船越经三
- 藤泽袈裟利
- 佐野正己
- 诸田实
- 儿玉敏
- 小泉公史
- 西和夫
- 海道胜稔
- 望月礼二郎
- 国广哲弥
- 西和夫
- 吉井仓生夫
- 的场昭弘
- 铃木修一
- 寺尾道仁
- 中野宏一
- 山田徹
- 松本安生
- 山口 ヨシ子|鸟越辉昭
- 新中新二

## 平冢图书馆馆长
- 村田健郎
- 加藤二郎
- 小幡行雄
- 水谷雅一
- 竹内重夫
- 复本一郎
- 高木伸司
- 菅原晴之
- 大石不二夫
- 后藤伸、行川一郎
- 中山尧
- 鸟居德敏
- 中山尧
- 榊原贞雄
- 金谷良夫